# Come Fly With Me
"Come Fly With Me" är en jazzsång och är mest associerad med Frank Sinatra som han sjöng på sitt album som heter just; Come Fly With Me.
Musiken är skriven av Jimmy Van Heusen och texten av Sammy Cahn. Låten var publicerad 1958.
Karaktären Vic Fontaine (spelad av James Darren) framförde denna sång i Star Trek: Deep Space Nine, episod "His Way".
Michael Bublé framförde sin version av "Come Fly With Me" på sitt självbetitlade album Michael Bublé. Senare blev hans version framförd en episod av Las Vegas, fjärde programmet på andra säsongen, "Catch of the Day”.
I sista avsnittet av komediserien Pistvakt – En vintersaga  nämns att det var Stor-Eriks favorit.